# IFNA10
IFNA10 (англ. Interferon alpha 10) – білок, який кодується однойменним геном, розташованим у людей на короткому плечі 9-ї хромосоми. Довжина поліпептидного ланцюга білка становить 189 амінокислот, а молекулярна маса — 21 835.
| 10         |  | 20         |  | 30         |  | 40         |  | 50         |
| ---------- |  | ---------- |  | ---------- |  | ---------- |  | ---------- |
| MALSFSLLMA |  | VLVLSYKSIC |  | SLGCDLPQTH |  | SLGNRRALIL |  | LGQMGRISPF |
| SCLKDRHDFR |  | IPQEEFDGNQ |  | FQKAQAISVL |  | HEMIQQTFNL |  | FSTEDSSAAW |
| EQSLLEKFST |  | ELYQQLNDLE |  | ACVIQEVGVE |  | ETPLMNEDSI |  | LAVRKYFQRI |
| TLYLIERKYS |  | PCAWEVVRAE |  | IMRSLSFSTN |  | LQKRLRRKD  |  |            |

A: Аланін

C: Цистеїн

D: Аспарагінова кислота

E: Глутамінова кислота

F: Фенілаланін

G: Гліцин

H: Гістидин

I: Ізолейцин

K: Лізин

L: Лейцин

M: Метіонін

N: Аспарагін

P: Пролін

Q: Глутамін

R: Аргінін

S: Серин

T: Треонін

V: Валін

W: Триптофан

Кодований геном білок за функцією належить до цитокінів. 
Задіяний у такому біологічному процесі, як противірусний захист. 
Секретований назовні.